# شتيفان هارتمان
شتيفان هارتمان (بالألمانية: Stephan Hartmann)‏ هو فيلسوف ألماني، ولد في 1968 في ليمبورغ آن در لان في ألمانيا.